# A War Baby
A War Baby è un cortometraggio muto del 1915 diretto da Barry O'Neil e prodotto dalla Lubin. Ambientato all'epoca della guerra civile americana, il film aveva tra gli interpreti Clarence Elmer, Justina Huff, Lilie Leslie, Eleanor Blanchard.

## Produzione
Il film fu prodotto dalla Lubin Manufacturing Company.

## Distribuzione
Distribuito dalla General Film Company, il film - un cortometraggio in due bobine - uscì nelle sale statunitensi il 7 gennaio 1915.